# Double Trouble (Fernsehserie)
Double Trouble ist eine US-amerikanische Sitcom, die von 1984 bis 1985 auf NBC lief. Sie wurde von Embassy Television produziert.
Die Serie handelt von den Zwillingsschwestern Allison und Kate Foster (Jean und Liz Sagal) aus Des Moines, die neben der High School im Fitnessstudio ihres verwitweten Vaters Art (Donnelly Rhodes) und seiner Partnerin Beth (Patricia Richardson) als Aerobic-Instruktorinnen arbeiten. Allison wurde als ruhige und ernsthafte Persönlichkeit konzipiert, Kate als stürmisch und schelmisch. Die erste Staffel lief vom 4. April 1984 bis zum 30. Mai. Am 1. Dezember begann die zweite Staffel, in der die Zwillinge nach New York City gezogen sind, wo sie versuchen, als Modedesignerin und Schauspielerin Fuß zu fassen. Sie leben dort zusammen mit ihrer Tante Margo (Barbara Barrie) in Manhattan. Die Serie endete am 20. April 1985.